# Pinesdale
Pinesdale és una població dels Estats Units a l'estat de Montana. Segons el cens del 2000 tenia 742 habitants.

## Demografia
Segons el cens del 2000, Pinesdale tenia 742 habitants, 139 habitatges, i 128 famílies. La densitat de població era de 218,7 habitants per km².
Dels 139 habitatges en un 72,7% hi vivien nens de menys de 18 anys, en un 54% hi vivien parelles casades, en un 34,5% dones solteres, i en un 7,9% no eren unitats familiars. En el 7,9% dels habitatges hi vivien persones soles el 3,6% de les quals corresponia a persones de 65 anys o més que vivien soles. El nombre mitjà de persones vivint en cada habitatge era de 5,34 i el nombre mitjà de persones que vivien en cada família era de 5,66.
Per edats la població es repartia de la següent manera: un 59,7% tenia menys de 18 anys, un 12% entre 18 i 24, un 15,2% entre 25 i 44, un 9,3% de 45 a 60 i un 3,8% 65 anys o més.
L'edat mediana era de 15 anys. Per cada 100 dones de 18 o més anys hi havia 69,9 homes.
La renda mediana per habitatge era de 26.528 $ i la renda mediana per família de 27.361 $. Els homes tenien una renda mediana de 23.333 $ mentre que les dones 17.857 $. La renda per capita de la població era de 5.051 $. Aproximadament el 31,1% de les famílies i el 35,2% de la població estaven per davall del llindar de pobresa.

## Poblacions més properes
El següent diagrama mostra les poblacions més properes.